# Hildur Andersen

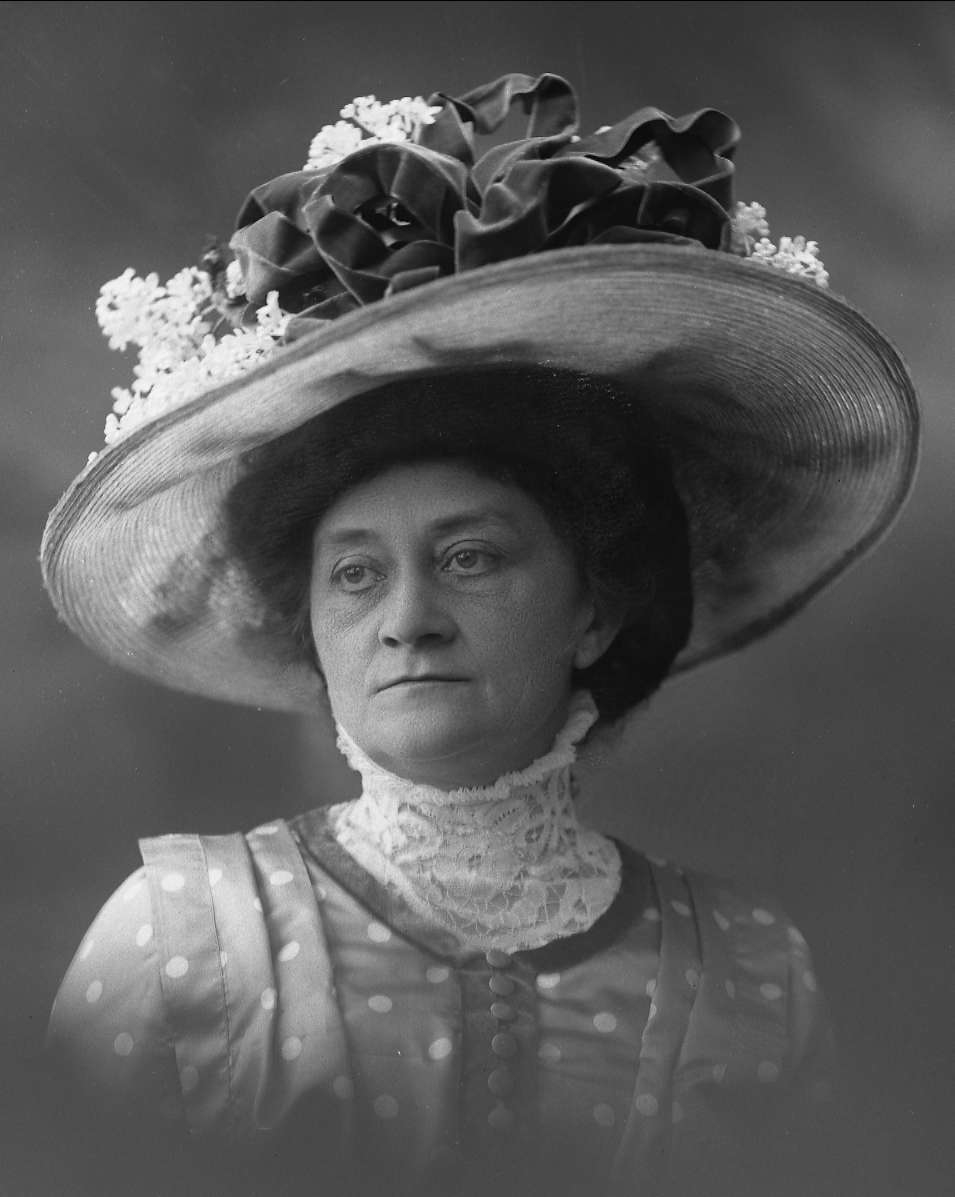
Hildur Andersen (1909).

Hildur Andersen, född 25 maj 1864 i Kristiania, död där 20 december 1956, var en norsk pianist och musikpedagog.
Andersen var lärjunge till bland andra Johanne Thue-Rytterager och Johan Svendsen, studerade vid Leipzigs musikkonservatorium och senare under Theodor Leschetizky i Wien. Hon debuterade som konsertpianist i Kristiania Musikforening 1886. Hon gav ofta konserter i sin födelsestad och i andra norska städer och var senare en mycket anlitad pianopedagog i Oslo, där hon även försökte väcka intresse för kammarmusik.